# Marée noire, colère rouge
Pour plus de détails, voir Fiche technique et Distribution.
Marée noire, colère rouge est un documentaire français réalisé par René Vautier et sorti en 1978.

## Synopsis
Le naufrage du pétrolier Amoco Cadiz en mars 1978, au large de Portsall : informations mensongères, conséquences écologiques désastreuses ont marqué l'événement qui a suscité la colère de la population bretonne et de ses élus.

## Fiche technique
- Titre : Marée noire, colère rouge
- Réalisation : René Vautier
- Scénario : René Vautier
- Photographie : Pierre Clément et René Vautier
- Son : Antoine Bonfanti, Soazig Chappedelaine et Frédéric Néry
- Montage : Soazig Chappedelaine
- Musique : Gilles Petit
- Société de production : UPCB (Unité de production cinématographique Bretagne)
- Pays :  France
- Genre : documentaire
- Durée : 65 minutes
- Date de sortie : 1978

## Distinctions
- Festival international du film de Rotterdam 1978 : prix du meilleur documentaire[1]